# Abel Meeropol
Abel Meeropol (Estat de Nova York, 10 de febrer de 1903 - Longmeadow, 30 d'octubre de 1986) va ser un compositor i poeta estatunidenc les obres del qual es van publicar sota el seu pseudònim de Lewis Allan, en memòria dels noms dels seus dos fills morts. Va escriure el poema «Strange Fruit» el 1937, que va ser interpretat per la cantant Billie Holiday. Meeropol era membre del Partit Comunista dels Estats Units d'Amèrica i amic d'Ethel i Julius Rosenberg. Ell i la seva esposa Anne van adoptar els dos fills dels Rosenberg, Michael i Robert, que van quedar orfes després de les execucions dels seus pares acusats d'espionatge. Michael i Robert van prendre el cognom Meeropol.

## Biografia
Abel Meeropol era fill d'immigrants jueus russos al Bronx. Es va graduar a l'escola de secundària DeWitt Clinton High Scholl el 1921, i va obtenir una llicenciatura al City College de Nova York i un màster a la Universitat Harvard. Va ensenyar anglès a la DeWitt Clinton High School durant 17 anys i va divulgar-hi l'obra de James Baldwin.
Meeropol va escriure el poema contra el linxament racial «Strange Fruit», que es va publicar per primera vegada com a «Bitter Fruit» en una publicació del Sindicat de Mestres. La cançó va ser gravada i interpretada per Billie Holiday i Nina Simone, entre d'altres artistes. Holiday va afirmar al llibre Lady Sings the Blues que havia compost la música de la cançó amb Meeropol i Sonny White.
Meeropol va escriure nombrosos poemes i cançons, inclòs l'èxit de Frank Sinatra i Josh White «The House I Live In». També va escriure el llibret de l'òpera de Robert Kurka The Good Soldier Schweik, que va ser estrenada el 1958 per la New York City Opera.
Segons el seu fill adoptiu Robert Meeropol, les cançons «Strange Fruit i «The House I Live In», juntament amb l'èxit de Peggy Lee «Apples, Peaches and Cherries», van proporcionar la major part dels ingressos per regalies de la família. «Apples, Peaches and Cherries» va ser traduïda al francès per Sacha Distel i es va convertir en un èxit número u a França amb el títol de «Scoubidou». Abel Meeropol va presentar una demanda per plagi, ja que al principi Distel havia reclamat la cançó com a seva.